# Armilla
La ville d'Armilla est une municipalité, qui se situe dans la partie centrale de la Vega de Granada (province de Grenade), à environ 3 km de Grenade, et exposée au sud-est de l'Espagne. Cette localité est limitrophe des municipalités de Grenade, Ogíjares, Alhendín et Churriana de la Vega.

## Situation

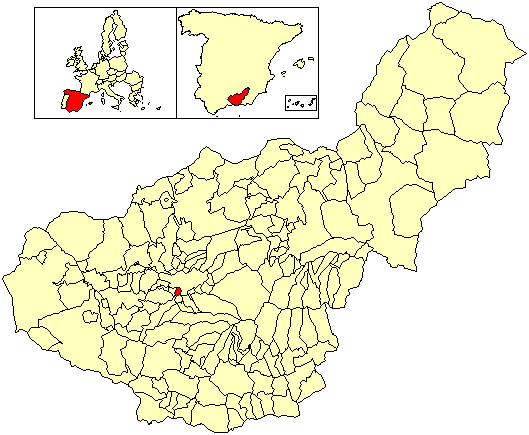
Situation géographique de la ville d'Armilla.

## Histoire
Historiquement, les premiers registres existants, datent de l'époque arabe, mais l'on sait que la ville d'Armilla fut sous domination romaine.
Armilla fut nommée Armillat al-Aflum ou Armilla del Rio durant le règne du calife de Cordoue, ville qui fut prospère à l'époque, grâce à ses terres très riches, cultivées et négociées pour ses céréales et ses fruits réputés pour leurs qualités.

## Démographie
|                   | 1996  | 2001  | 2004  |
| ----------------- | ----- | ----- | ----- |
| Population totale | 10921 | 12859 | 15404 |

## Gastronomie
- Fèves fraîches rissolées au jambon de pays (vieille recette)
- Soupe de saison